# Annibale Montalti
Annibale Montalti (Rossano, 1º febbraio 1857 – Palermo, 12 agosto 1922) è stato un medico italiano.

## Biografia
Figlio di Muzio Montalti e Adelaide Amantea, le famiglie dei genitori erano di antica nobiltà. Dopo aver conseguito la maturità classica al Convitto nazionale Vittorio Emanuele II di Arezzo, frequentò e si laureò alla sezione di medicina e chirurgia del Regio Istituto di studi superiori, pratici e di perfezionamento di Firenze, divenendo aiuto nel gabinetto di medicina legale diretto da Angiolo Filippi.
All'età di trent'anni si sposò con la cugina Giuseppina de Mundo, dalla quale ebbe tre figli: Teresa Montalti, Adelaide Montalti e Mario Montalti; quest'ultimo divenne successivamente assistente di Giuseppe Cirincione, libero docente di chimica oculistica e infine svolse la professione di medico delle malattie dell'occhio a Roma.
Dopo aver vinto un concorso da professore ordinario, istituì la cattedra di medicina legale alla Regia Università di Palermo, iniziando a dirigere lo stabilimento scientifico di medicina legale dell'ateneo siculo. Nel 1893 fu socio fondatore della Società romana di antropologia insieme a Giuseppe Sergi.
Professore incaricato di medicina legale per giuristi alla Facoltà di giurisprudenza dell'Università di Palermo, gli venne assegnata inoltre la cattedra di sociologia criminale e, nell'anno accademico 1903-1904, fu preside della Facoltà medico-chirurgica dell'ateneo palermitano, fondando tra diverse difficoltà l'istituto di medicina legale, che ancora oggi porta il suo nome.

## Opere
- Angiolo Filippi, Alberto Severi e Annibale Montalti, Manuale di medicina legale conforme al nuovo codice penale per medici e giuristi, Milano, Vallardi, 1889.
- Angiolo Filippi, Alberto Severi, Annibale Montalti, Lorenzo Borri e Cesare Biondi, Trattato di medicina legale, conforme al diritto italiano costituito, Milano, Vallardi, 1896.
- Annibale Montalti, Lezioni di medicina legale, 1905.
- Annibale Montalti, Medicina legale, Palermo, Cooperativa editoriale universitaria, 1907.